# High School Musical: The Concert (álbum)
High School Musical: The Concert es el primer y único álbum en vivo de High School Musical. Fue lanzado el 26 de junio de 2007 en los Estados Unidos y luego en el resto del mundo. El 1 de mayo de 2007 se lanzó la versión CD+DVD del álbum que contiene la presentación del reparto del 18 de diciembre de 2006 en el Toyota Center de Houston. 
En el concierto, que incluyó canciones de la película, también participaron miembros del reparto como Vanessa Hudgens, Ashley Tisdale, Lucas Grabeel, Corbin Bleu y Monique Coleman. Zac Efron fue el único miembro del reparto original ausente de la gira debido a su compromiso previo con el rodaje de Hairspray versión cinematográfica del musical de Broadway del mismo nombre. En su lugar, Drew Seeley, la voz cantante de Efron en la primera película y coescritor de "Get'cha Head in the Game", se unió a la gira en lugar de Efron. Jordan Pruitt se unió a la gira como telonera. Kenny Ortega, director y coreógrafo de la película, se convirtió en el productor, director creativo y director de gira del espectáculo. La noche del último concierto, como se puede ver en YouTube, el reparto le presentó antes de cantar el estribillo final de "We're All in This Together". El concierto solía durar dos horas y media (150 minutos), incluyendo el acto de apertura y el intermedio.
El álbum también presenta las canciones de los álbumes debut de tres miembros: V de Vanessa Hudgens, Headstrong de Ashley Tisdale y Another Side de Corbin Bleu.

## Lista de canciones
| High School Musical: The Concert - Disco 1: CD |                                      |                                |          |  |
| N.º                                            | Título                               | Intérprete (s)                 | Duración |  |
| 1.                                             | «Start of Something New»             | Reparto                        | 4:59     |  |
| 2.                                             | «Stick to the Status Quo»            | Reparto                        | 4:30     |  |
| 3.                                             | «I Can't Take My Eyes Off Of You»    | Reparto                        | 2:58     |  |
| 4.                                             | «When There Was Me And You»          | Vanessa Hudgens                | 3:02     |  |
| 5.                                             | «Get'cha Head In The Game»           | Drew Seeley y Corbin Bleu      | 3:23     |  |
| 6.                                             | «What I've Been Looking For»         | Drew Seeley y Vanessa Hudgens  | 2:18     |  |
| 7.                                             | «What I've Been Looking For»         | Ashley Tisdale y Lucas Grabeel | 2:05     |  |
| 8.                                             | «Bop To The Top»                     | Ashley Tisdale y Lucas Grabeel | 2:29     |  |
| 9.                                             | «Breaking Free»                      | Vanessa Hudgens y Drew Seeley  | 3:32     |  |
| 10.                                            | «We're All in This Together»         | Reparto                        | 7:42     |  |
| 11.                                            | «Push It To The Limit» (Bonus Track) | Corbin Bleu                    | 3:28     |  |
| 12.                                            | «Say OK» (Bonus Track)               | Vanessa Hudgens                | 3:32     |  |
| 13.                                            | «Dance With Me» (Bonus Track)        | Drew Seeley                    | 3:56     |  |
| 14.                                            | «We'll Be Together» (Bonus Track)    | Ashley Tisdale                 | 3:44     |  |
| 51:44                                          |                                      |                                |          |  |

| High School Musical: The Concert - Disco 2: DVD |                                                                        |          |  |
| N.º                                             | Título                                                                 | Duración |  |
| 1.                                              | «Cinco canciones de hit de High School Musical»                        |          |  |
| 2.                                              | «Entrevistas exclusivas a los actores»                                 |          |  |
| 3.                                              | «Preestreno de High School Musical: The Concert - Extreme Access Pass» |          |  |

## Charts

#### Weekly charts
| Chart (2007)        | Peak position |
| ------------------- | ------------- |
| México (AMPROFON)   | 10            |
| España (PROMUSICAE) | 40            |

#### Year-end charts
| Chart (2007)      | Position |
| ----------------- | -------- |
| México (AMPROFON) | 83       |